# Neszmélyi Arborétum
A Neszmélyi Arborétum Neszmély külterületén található Gombáspuszta mellett fekszik őshonos erdők ölelésében. A Gerecsei Tájvédelmi Körzet része.

## Kialakítása
A XX. század 50-es éveinek végén, a 60-as évek elején folyt a telepítés összesen 28,8 hektáron a korábban Szép-erdőnek, illetve Rontott-erdőnek nevezett területen. A Trianon utáni Magyarország területén, az elvesztett fenyvesek pótlására az országban több helyen egzóta - külföldön őshonos - fenyőket telepítettek kísérleti jelleggel, hogy a hazai klimatikus viszonyok közt gyorsan növő, értékes faanyagot adó fajokat nyerjenek. Ilyen kísérleti erdők találhatók a Neszmélyi Arborétumban is. A gazdaságilag értékes, nagyobb állományokat alkotó fenyvesek, cédrusok közt az arborétumban alárendelten egyéb nyitvatermők, s néhány őshonos faj is található. Egykoron a fajok, fajták, változatok száma meghaladta a százat is. Kialakítása, a közeli Agostyáni Arborétumhoz hasonlóan Nemeskéri Kiss Miklós javaslatára történt.Az arborétum atlaszcédrusait többször is vizsgálták, az eredményekről beszámoló olvasható a Soproni Műhely című lap hasábjain.

## Fontosabb fajok
Az arborétum legidősebb fái - tulajdonképpen az egykori őshonos erdő hagyásfái a kerítés külső oldalán - a mintegy 200-250 éves kocsánytalan tölgyfák (Quercus petraea). 

Szintén a kerítésen kívül található egy szép barkócaberkenye (Sorbus torminalis).

A bejáratnál rögtön kétféle cédrus, gyantás (Calocedrus decurrens), illetve atlaszcédrus (Cedrus atlantica) köszönti az embert. Utóbbival a kerítés mentén, de beljebb is több állományban találkozhatunk. Fái között járva az ember megkönnyebbülten lélegezhet fel, illóolaja ugyanis gyakorlatilag csíramentessé teszi a levegőt.

A kísérleti jelleggel telepített erdők fajai közt jegenyefenyők (görög (Abies cephalonica), kolorádói (Abies concolor), andalúziai (Abies pinsapo), kaukázusi (Abies nordmanniana)), szerb luc (Picea omorika), duglászfenyő (Pseudotsuga menziesii) (ez zöld illetve szürke változatban is), illetve európai vörösfenyő (Larix decidua) találhatók.

A kertben kis számban óriás mamutfenyőkkel (Sequoiadendron giganteum), himalájai cédrussal (Cedrus deodara), simafenyővel (Pinus strobus), himalájai selyemfenyővel (Pinus wallichiana) is találkozhatunk, de a híres növénynemesítő botanikus, Barabits Elemér munkásságának nyomaival is, pl. az oregoni hamisciprus (Chamaecyparis lawsoniana) különböző változataival, különösen érdekes a sárgás színt öltő 'Nova' változat. Az erdők fái közt több helyen felbukkannak a tiszafák (Taxus baccata) is.

Egy másik nemesítő, gróf Ambrózy-Migazzi István emlékét őrzi az arborétumban található oszlopos tujaváltozat, az ún. malonyai tuja (Thuja occidentalis 'Malonyana').

Az erdők szélén felbukkan a virginiai boróka (Juniperus virginiana).

Az egyéb fajok közt találunk bükköt (Fagus sylvatica), mezei juhart (Acer campestre), díszcseresznyét, platánt (Platanus x acerifolia), szelídgesztenyét (Castanea sativa), kínai gumiszilt (Eucommia ulmoides) vagy a cserjék közt cserszömörcét (Cotinus coggygria), prágai bangitát (Viburnum x pragense), ráncoslevelű bangitát (Viburnum rhytidophyllum), nagyvirágú liliomfát (Magnolia x soulangeana), amerikai tulipánfát (Liriodendron tulipifera), madárberkenyét (Sorbus aucuparia), budai berkenyét (Sorbus semiincisa). 

A régi erdő maradványaként idős kosárkötő fűz (Salix viminalis) áll őrt.